# Romelia Domene Flor
Romelia Domene Flor (Eagle Pass, Texas, 12 de junio de 1914 – San Pedro Garza García, Nuevo León, 22 de octubre de 2013) fue una promotora cultural nuevoleonesa, cofundadora de Arte. A.C, primera institución de promoción de las artes en el noreste de México, pionera en difundir en el estado a artistas como José Luis Cuevas, Leonora Carrington, Remedios Varo, Arnold Belkins, Enrique Pedro, Rafael Coronel, Rufino Tamayo, Jorge González Camarena y el Dr. Atl. 

## Biografía
Hija de los españoles Vicenta Flor Navarro y Juan Domene Milán, Romelia llegó a Monterrey, Nuevo León, a los 11 años. Estudió en el Colegio La Paz y posteriormente en la Escuela Industrial y Preparatoria Técnica “Pablo Livas”, donde aprendió gramática, aritmética, pero también mostró afinidad hacia las artes, tomando clases de pintura y grabado. En 1935 se casó con Ernesto Rangel Frías, con quien tuvo seis hijos: Ernesto, Hernán, Romelia, María Eugenia, Cecilia y Héctor.

## Cofundadora de Arte A.C.
Aunque trabajó como asistente de médicos en el Hospital Muguerza, Romelia siempre se interesó por la cultura. En 1950, el arquitecto Adolfo Laubner instaló un taller de escultura y dibujo en el Instituto Tecnológico y de Estudios Superiores de Monterrey, al cual, además de los alumnos de arquitectura, asistían un grupo de mujeres, entre ellas Rosario Garza Sada y Romelia Domene Flor. De este contacto con Adolfo Laubner surgió la idea de que Rosario, con la ayuda de Romelia, fundara Arte, A.C. en una casa en Padre Mier esquina con Cuauhtémoc.
El 22 de marzo de 1955, ambas fundaron Arte, A.C., primer bastión de la promoción artística de Nuevo León e institución a la que dedicaron su vida.
Arte, A.C., con su galería y su instituto educativo, contribuyó desde entonces a la vida cultural de Monterrey, con exposiciones de arte, conciertos, salones de pintura y una infinidad de carreras, cursos, conferencias y presentaciones.
En 1959, Romelia fue nombrada presidenta ejecutiva de Arte A.C., actualmente llamado Instituto de Estudios Superiores en Diseño Arte, A.C., integrado al Tec de Monterrey.

## Reconocimientos
En 1989, el Gobierno del Estado de Nuevo León le otorgó la Medalla al Mérito Cívico por fomentar la cultura y las bellas artes.
En el 2002, recibió de manos del entonces Presidente de México, Vicente Fox, una mención especial del Premio Nacional de Voluntariado, debido a que en 50 años nunca cobró por si labor.